# 박상구
박상구(1963년 4월 29일 ~ )는 대한민국의 서울특별시의회 의원이다.

## 학력
- 순천매산고등학교
- 순천대학교 경영학과 중퇴
- 경기대학교 정치전문대학원 졸업(정치학 석사)

## 경력
- 대성기업 대표
- 1998.07 ~ 2002.06: 제3대 서울특별시 강서구의회 의원
- 2002.07 ~ 2006.06: 제4대 서울특별시 강서구의회 의원
- 2010.07 ~ 2014.06: 제6대 서울특별시 강서구의회 의원
  - 2012.07 ~ 2014.06: 제6대 서울특별시 강서구의회 후반기 의장
- 2014.07 ~ 2018.04: 제7대 서울특별시 강서구의회 의원
- 2018년 7월 1일 ~ 2022년 4월 21일: 제10대 서울특별시의회 의원

## 역대 선거 결과
|  | 51.87% |

|  | 53.33% |

|  | 15.84% |

|  | 37.02% |

|  | 44.24% |

|  | 69.07% |